# Sente (moneta)
Sente (l. mn. lisente) – drobna jednostka monetarna Lesotho bita od 1979 r. jako równowartość {\displaystyle {\tfrac {1}{100}}} loti.